# Mikhaïl Doller
Mikhaïl Ivanovitx Doller (rus: Михаил Иванович Доллер, 1889 - 15 de març de 1952) va ser un director de cinema i guionista soviètic. Va treballar com a codirector amb Vsévolod Pudovkin i va rebre el Premi Stalin dues vegades el 1941.

## Vida
Mikhail Doller va néixer a Vilnius, Imperi Rus (ara Lituània). Es va graduar a l'Escola de Teatre de Vilnius el 1910 i durant els anys 1912-1922 va treballar com a actor i director en diversos teatres. El 1922-1924 Doller va estudiar a la classe magistral de Lev Kuleixov. Va treballar com a director de cinema a Mejrabpom el 1925-1936 i a l'estudi Mosfilm des de 1936.

## Filmografia
director
- 1925 - Kirpitstxiki (Кирпичики); co-dirigida amb Leonid Obolenski
- 1926 - Ekh, iablotxko! (Эх, яблочко!); co-dirigida amb Leonid Obolenski
- 1927 - Konets Sankt-Peterburga (Конец Санкт-Петербурга); co-dirigida amb Vsévolod Pudovkin
- 1928 - Txini i liudi (Чины и люди); co-dirigida amb Iàkov Protazànov
- 1932 - Prostoi sliutxai (Простой случай); co-dirigida amb Vsévolod Pudovkin
- 1934 - Vosstanie ribakov (Восстание рыбаков) com a productor; director: Erwin Piscator
- 1938 - Rodena (Победа); co-dirigida amb Vsévolod Pudovkin
- 1939 - Minin i Pojarski (Минин и Пожарский); co-dirigida amb Vsévolod Pudovkin
- 1941 - Suvorov (Суворов); co-dirigida amb Vsévolod Pudovkin

actor
- 1925 - Litx smerti (Луч смерти)
- 1928 - Salamandra (Саламандра)
- 1932 - Horizont (Горизонт)